# Vedat Albayrak
Vedat Albayrak, früher Roman Moustopoulos, (geboren als Wano Rewazischwili am 2. März 1993 in Kökschetau, Kasachstan) ist ein türkischer Judoka. 2018 war er Dritter der Weltmeisterschaften in der Gewichtsklasse bis 81 Kilogramm. 2021 und 2023 wurde er Europameister.

## Karriere
Der in Kasachstan geborene Georgier begann seine sportliche Karriere als Roman Moustopoulos in Griechenland. 2009 war er sowohl bei den Kadetteneuropameisterschaften als auch bei den Kadettenweltmeisterschaften Fünfter in der Gewichtsklasse bis 66 Kilogramm. 2013 war er Junioreneuropameister und gewann bei den Juniorenweltmeisterschaften eine Bronzemedaille in der Gewichtsklasse bis 73 Kilogramm. Ende 2013 gewann er den griechischen Meistertitel in der Gewichtsklasse bis 81 Kilogramm, nachdem er 2010 bereits den Titel in der Klasse bis 73 Kilogramm gewonnen hatte.
Bei den Europameisterschaften 2014 unterlag er im Viertelfinale dem Georgier Awtandil Tschrikischwili und belegte letztlich den fünften Platz. Ende 2014 siegte er bei den U23-Europameisterschaften. 2015 schied er bei den im Rahmen der Europaspiele 2015 in Baku ausgetragenen Europameisterschaften in seinem ersten Kampf gegen den Israeli Asaf Chen aus. Bei den Olympischen Spielen 2016 in Rio de Janeiro schied Roman Moustopoulos nach zwei Strafwertungen in seinem ersten Kampf gegen Juan Diego Turcios aus El Salvador aus.
Ab 2018 startete Vedat Albayrak unter seinem neuen Namen für die Türkei. Beim Grand-Prix-Turnier in Tunis belegte er den zweiten Platz hinter dem Russen Stanislaw Semenow, die Grand-Prix-Turniere in Agadir und in Antalya gewann Albayrak. Bei den Weltmeisterschaften 2018 in Baku bezwang er im Viertelfinale den Deutschen Alexander Wieczerzak. Im Halbfinale unterlag er dem Iraner Saeid Mollaei, den Kampf um Bronze gewann er gegen den Polen Damian Szwarnowiecki. Ende 2018 belegte Albayrak jeweils den dritten Platz beim Grand-Slam-Turnier in Osaka und beim Masters-Turnier in Guangzhou. 2019 wurden die Europameisterschaften im Rahmen der Europaspiele 2019 in Minsk ausgetragen, Albayrak schied im Achtelfinale gegen den Briten Stuart McWatt aus. Bei den Weltmeisterschaften 2019 in Tokio unterlag er in seinem ersten Kampf dem Georgier Luka Maisuradse. Im Oktober erreichte er das Finale beim Grand-Slam-Turnier in Brasília und unterlag dann dem Japaner Takanori Nagase. Beim Grand-Slam-Turnier in Abu Dhabi erreichte er den dritten Platz, genau wie beim Masters-Turnier in Qingdao. 2020 gewann Albayrak das Grand-Slam-Turnier in Budapest, Anfang April 2021 siegte er beim Grand Slam in Antalya. Bei den Europameisterschaften 2021 in Lissabon besiegte er im Finale den Belgier Matthias Casse. Drei Monate später schied er bei den Olympischen Spielen in Tokio in der ersten Tunde gegen den Japaner Takanori Nagase aus.
Im November 2021 siegte Albayrak beim Grand Slam in Baku. Einen Monat später wurde er türkischer Meister. 2022 belegte er bei den Grand-Slam-Turnieren in Tel Aviv und in Antalya den zweiten Platz. Bei den Mittelmeerspielen in Oran siegte er im Finale gegen den Italiener Kenny Komi Bedel. Im November 2023 bei den Europameisterschaften in Montpellier bezwang Albayrak im Finale den Georgier Tato Grigalaschwili. Im April 2024 bei den Europameisterschaften in Zagreb unterlag Albayrak im Halbfinale dem Niederländer Frank de Wit. Im Kampf um Bronze siegte er gegen den Israeli Sagi Muki. Bei den Olympischen Spielen 2024 in Paris schied Albayrak im Achtelfinale gegen den Japaner Nagase aus.